# Andrés Ibáñez Segura
Andrés Ibáñez Segura (Madrid, 1961) es un escritor español.

## Biografía
Licenciado en Filología Española por la Universidad Autónoma de Madrid. Residió en Nueva York, donde escribió varias obras de teatro en inglés, dos de las cuales (Nympho Lake y Ophelia) se representaron en el circuito off off Broadway. Gran aficionado a la música, ejerce la crítica de conciertos de música clásica en el periódico ABC, en cuyo suplemento cultural también mantiene una columna semanal. Ha sido pianista de jazz durante muchos años. Trabaja como profesor de español en la Escuela Oficial de Idiomas de Madrid.

## Carrera literaria
En 1995 publicó su primera novela, La música del mundo, que obtuvo el Premio Ojo Crítico de Radio Nacional y fue recibida con grandes alabanzas por los principales críticos españoles. Posteriormente ha publicado varias novelas más: El mundo en la Era de Varick (1999), La sombra del pájaro lira (2003), El parque prohibido (2005), su primera incursión en la literatura juvenil. y Memorias de un hombre de madera (2009, IV Premio Tristana de novela fantástica). Su novela Brilla, mar del edén fue galardonada en 2014 con el Premio de la Crítica.
Además de la novela, Ibáñez ha cultivado también otros géneros. En 1994, su relato "No esperes" fue recogido en la antología Páginas amarillas. Su libro de relatos El perfume del cardamomo obtuvo el premio NH de relatos inéditos, y ha sido publicado por la Editorial Impedimenta, en 2008. Su libro de poesía El bulevar del crimen fue accésit del premio Rafael Morales. Es también un destacado articulista, colaborador habitual de Revista de Libros y del suplemento cultural del diario madrileño ABC, donde publica una columna titulada Comunicados de la tortuga celeste.

## Obra

### Novelas
- La música del mundo. Barcelona: Seix Barral, 1995. ISBN 84-322-4743-X
- El mundo en la Era de Varick. Madrid: Siruela, 1999. ISBN 84-7844-470-X
- La sombra del pájaro lira. Barcelona: Seix Barral, 2003. ISBN 84-322-1151-6
- El parque prohibido. Barcelona: Montena, 2005. ISBN 84-8441-254-7
- Memorias de un hombre de madera. Palencia: Menoscuarto, 2009. ISBN 978-84-96675-31-5
- La lluvia de los inocentes. Barcelona: Galaxia Gutenberg, 2012. ISBN 978-84-8109-967-6
- Brilla, mar del Edén. Barcelona: Galaxia Gutenberg, 2014. ISBN 978-8415863786[7]
- La duquesa ciervo. Barcelona: Galaxia Gutenberg, 2017. ISBN 978-84-8109-5760[8]
- El rostro verdadero. Madrid: Estática, 2018.
- Nunca preguntes su nombre a un pájaro. Barcelona: Galaxia Gutenberg, 2020.
- Leonís. Vida de una mujer. Lumen, 2022

### Cuentos
- El perfume del cardamomo. Madrid: Impedimenta, 2008. ISBN 978-84-935927-4-5
- Un maestro de las sensaciones. Barcelona: Galaxia Gutenberg, 2018.

### Ensayo
- Construir un alma. Barcelona: Galaxia Gutenberg, 2018.
- Thomas Pynchon. Málaga: Zut, 2021.

### Poesía
- El bulevar del crimen. Talavera de la Reina, 1994. ISBN 84-88439-16-4

### Antologías
- Mar de pirañas. Nuevas voces del microrrelato español. Edición de Fernando Valls. Palencia: Menoscuarto, 2012, ISBN 978-84-96675-89-6.
- Doce visiones para un nuevo mundo. Fundación Banco Santander, 2022